# Théo Xenos
Théo Xenos, né le 19 décembre 1939 à Alexandrie (Égypte), est un peintre franco-grec.

## Biographie
Né Théodore Xenidis à Alexandrie le 19 décembre 1939, fils d'un Chypriote d'origine grecque, il effectue ses études primaire et secondaire à la St Andrews boyschool d'Alexandrie. Il grandit en Grèce par la suite.
Il arrive en France en 1957 et fait ses études à l'école des beaux-arts d’Angers de 1957 à 1961, puis aux beaux-arts de Nice de 1961 à 1962. À partir de 1965, il retourne à Athènes et expose avec d'autres artistes chypriotes parmi lesquels Antonis Antonios, Giorgos Mavroïdis, Mários Loïzídis.
Vers 1968, il s'installe à Paris après le coup d’État militaire,. Il obtiendra par la suite la nationalité française. Dans la seconde moitié des années 1970, après la fin de la dictature militaire grecque, il ouvre un atelier sur l'île d'Ándros. En parallèle de son art, pour subvenir à ses besoins, il travaille dans la publicité pendant plusieurs décennies.
Les informations manquent au sujet de son évolution artistique durant ses années estudiantines et après son retour en Grèce. Cependant, on sait qu'il s'engage dans le mouvement socialiste et la gauche étudiante parisienne, sensibilisé politiquement par le coup d’État militaire grec. Ses peintures sont ainsi politiquement engagées et il fait sa première exposition personnelle à Amiens en 1974 au sujet de la dictature des colonels,.
Vers 1976, il donne une de ses œuvres traitant du Chili au musée international de la résistance Salvador Allende (en).
En 1988, il commence une série d’œuvres sur le jazz et le cinéma classique. Il expose en 1995 pour le centenaire du cinéma. La même année, il expose à l'UNESCO dans le cadre de l'année de la tolérance.

## Collections publiques
- 1974 : Chili, huile sur toile, musée de la solidarité Salvador Allende[5] (œuvre volée).
- L'olivier, crayon sur papier, Fonds d'art contemporain - Paris Collections[6].

## Expositions
- 1970, 1972, 1973 : Salon de la Jeune Peinture[3].
- 1973 : Centre culturel municipal, Villeparisis[2].
- 1974 : Maison de la culture d'Amiens[Note 1],[3].
- 1974 : Galerie Poll, Berlin[2].
- 1975 : Galerie Jean-Pierre Lavignes, Paris[3].
- 1975 : Galerie Ora, Athènes[2].
- 1975 : Musée Galliera[3].
- 1975 : Galerie de la Passerelle St-Louis, Paris[2].
- 1977 : Exposition du musée S. Allende, Palais des congrès de Nancy[2].
- 1978 : Galerie O, Athènes[2].
- 1979 : Exposition du musée S. Allende, Centre culturel suédois, Paris[5].
- 1982 : Galerie Dada, Athènes[2].
- 1983 : Chili, lorsque l'espoir s'exprime, Centre Pompidou[2].
- 1986 : Ambassade de Chypre, Paris[3].
- 1990 : Galerie Antinor, Athènes[2].
- 1993 : Galerie Ersi, Athènes[2].
- 1995 : UNESCO, Paris[3].
- 1995 : Mairie du 6e arrondissement de Paris[2].
- 1998 : Centre culturel Melina Mercouri (en), Athènes[2].
- 2005 : Maison de l’Europe de Paris[7].
- 2007 : Maison de Chypre, Athènes.
- 2018 : Europe, quo vadis, musée de la franc-maçonnerie[8].